# Toni Kalem
Toni Kalem (* 29. August 1950 in New Jersey) ist eine US-amerikanische Schauspielerin, Drehbuchautorin und Filmregisseurin. Einem breiteren Publikum ist sie durch ihre Rolle als Angie, der Frau von Salvatore „Big Pussy“ Bonpensiero, in der Fernsehserie Die Sopranos bekannt.

## Leben
Kalem war in Filmen wie Doppelmord (1999), Schütze Benjamin (1980), Sister Act – Eine himmlische Karriere (1992), The Wanderers (1979), Das stumme Ungeheuer (1982) und The Boy Who Drank Too Much (1980) zu sehen. In Fernsehserien wie Starsky & Hutch, MacGyver, Another World und Police Woman hatte sie Gastauftritte. Für die vierte Episode der fünften Staffel, Lauter glückliche Familien, schrieb Kalem das Drehbuch. Bei dem Film A Slipping-Down Life (1999) führte sie Regie.

## Filmografie (Auswahl)
- 1979: The Wanderers
- 1983: Zwei vom gleichen Schlag (Two of a Kind)
- 1997: X-Factor: Das Unfassbare (Beyond Belief: Fact or Fiction, Fernsehserie, Folge 1x01)
- 2000–2006: Die Sopranos (The Sopranos, Fernsehserie, 12 Folgen)
- 2001: 15 Minuten Ruhm (15 Minutes)